# Godišnja nagrada za promicanje hrvatske kulture u svijetu
Godišnja nagrada za promicanje hrvatske kulture u svijetu hrvatska je nagrada. Dodjeljuje se autorima, kulturnim djelatnicima i ustanovama koje u inozemstvu promiču hrvatsku kulturu i svojim djelom svjedoče o duhovnom i kulturnom razvitku hrvatskog naroda, ili svojim djelovanjem potiču kulturne sveze Hrvatske sa svijetom.

## Povijest
Nagradu su 1994. godine utemeljili INA i Hrvatski kulturni klub kao INA-inu nagradu za promicanje hrvatske kulture u svijetu. Godine 2010. se zbog prestanka sudjelovanja Ine prekinulo dodjeljivanje nagrade, a 2016. godine Hrvatski kulturni klub je zajedno s Gradom Zagrebom i Gradskim uredom za obrazovanje, kulturu i šport obnovio nagradu. Nagrada se od 2016. godine zove Godišnja nagrada za promicanje hrvatske kulture u svijetu.

## Nagrada
Nagrada se sastoji od priznanja, novčanog iznosa, skulpture akademskog kipara Petra Barišića i monografije.

## Dobitnici
- 1994.: Charles Béné (Francuska)[5][6]
- 1995.: Ante Stamać i Ivo Sanader (Hrvatska)[7][8]
- 1996.: Branko Franolić (Ujedinjeno Kraljevstvo)[9][10]
- 1997.: Vladimir Maleković (Hrvatska)[11][12]
- 1998.: Radoslav Katičić (Hrvatska)[13]
- 1999.: Jadranka Njerš Beresford Peirse (Ujedinjeno Kraljevstvo)[14][15]
- 2000.: Elisabeth von Erdmann-Pandžić (Njemačka)[16]
- 2001.: Dušan Karpatský (Češka)[17][18]
- 2002.: István Lökös (Mađarska)[19][20]
- 2003.: Jan Jankovič (Slovačka)[21][22]
- 2004.: Viktor Žmegač (Hrvatska)[7][23]
- 2005.: Sveučilište u Navarri (Španjolska)[24][25]
- 2006.: Ansambl narodnih plesova i pjesama Hrvatske LADO (Hrvatska)[26][27]
- 2007.: Mirjana Sanader, Marin Zaninović, Nenad Cambi, Marina Miličević Bradač, Bruna Kuntić Makvić, Robert Matijašić i Marko Dizdar (Katedra za antičku provincijalnu i ranokršćansku arheologiju FFZG) (Hrvatska)[28][29]
- 2008.: Wieslaw Borys (Poljska)[30]
- 2009.: Leopold Auburger (Njemačka) i Artur Rafaelovič Bagdasarov (Rusija) [1]
- 2010. – 2014.: nagrada nije bila dodjeljivana
- 2015.: Školska knjiga (Hrvatska)[2]
- 2016.: Miro Gavran (Hrvatska)[31]
- 2017.: Zrinko Ogresta (Hrvatska)[32]
- 2018.: Zagrebačka filharmonija (Hrvatska)[33]
- 2019.: Zrinka Cvitešić (Hrvatska)[34]

## Vanjske poveznice
Mrežna mjesta
- INA Nagrada Ine za promicanje hrvatske kulture u svijetu (u međumrežnoj pismohrani archive.org, 27. listopada 2011.)